# Sylvie Marie
Sylvie Marie (pseudoniem van Sylvie De Coninck) (Tielt, 28 februari 1984) is een Vlaamse dichteres.

## Leven en werk
Sylvie Marie groeide op in Tielt en liep er ook school. Daarna trok ze naar Gent om er aan de universiteit Politieke en Sociale Wetenschappen te studeren. Het laatste jaar van die studies bracht ze als Erasmusstudente door in Rijsel. Aan de VLEKHO in Brussel voltooide ze haar studententijd met een postgraduaat journalistiek.
Marie publiceert sinds 2005 gedichten in literaire tijdschriften. Ze won ook enkele poëziewedstrijden en staat regelmatig op het podium, zoals op het poëziefestival Onbederf'lijk Vers in Nijmegen in 2006 en in 's-Hertogenbosch in 2009. In februari 2009 kwam haar debuutbundel Zonder uit. De uitgave is een Belgisch-Nederlandse co-editie: Zonder wordt uitgegeven door zowel Uitgeverij Vrijdag in Antwerpen als door Uitgeverij Podium in Amsterdam. Twee jaar later verscheen Toen je me ten huwelijk vroeg, dat genomineerd werd voor de Herman de Coninckprijs, de J.C. Bloemprijs en de Eline Van Haarenprijs. Voor Altijd een raam kreeg ze in 2017 de laatste provinciale prijs Letterkunde van de provincie Oost-Vlaanderen.
Tussen november 2009 en juni 2011 schreef Sylvie Marie als huisdichteres regelmatig gedichten voor het weekblad Humo. Vandaag werkt ze als leerkracht literaire creatie aan de academies van Tielt en Ieper en geeft ze regelmatig workshops poëzie.